# Patti Page
Clara Ann Fowler (Claremore, 8 de novembre de 1927 - Encinitas, 1 de gener del 2013), coneguda pel seu nom professional Patti Page, va ser una cantant nord-americana i una de les artistes femenines més conegudes de la música pop tradicional. Ella va ser l'artista femenina més venuda de la dècada de 1950, i va vendre més de 100 milions de discos.

## Biografia

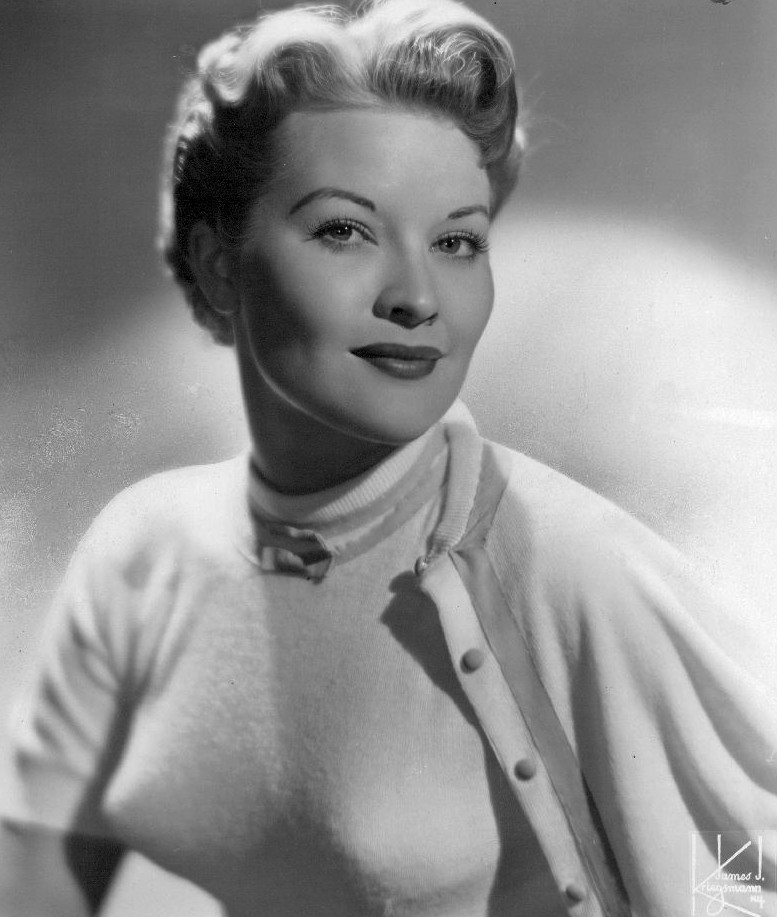
Patti Page a la dècada de 1950.

Page va signar amb Mercury Records l'any 1947, i es va convertir en la primera artista femenina amb èxit, a partir de 1948 de "Confess". L'any 1950, va tenir el seu primer milió de vendes amb el single "With My Eyes Wide Open, I'm Dreaming", i eventualment tindria 14 milions de singles més venuts entre 1950 i 1965.
Mort
Patti Page va morir l'1 de gener de 2013, en el Seacrest Village Retirement Community de la ciutat d'Encinitas (Califòrnia), d'acord amb la seva mànager. Ella tenia 85 anys. Page havia patit malalties cardíaques i pulmonars.

## Guardons
Premis
- 1999: Grammy al millor àlbum de pop vocal tradicional